# Chrysocraspeda inundata
Chrysocraspeda inundata là một loài bướm đêm trong họ Geometridae.